# Fuat (Iliomar)
Fuat ist ein osttimoresischer Suco  im Verwaltungsamt Iliomar (Gemeinde Lautém). Der Ort Fuat liegt im benachbarten Suco Iliomar I.

## Geographie
Vor der Gebietsreform 2015 hatte Fuat eine Fläche von 97,50 km². Nun sind es 91,67 km². Der Suco liegt im Osten des Verwaltungsamts Iliomar. Er liegt auf einem grasbewachsenen, windigen Hochplateau mit Blick herab auf die Timorsee. Hier ist es in der Regenzeit relativ kühl. Südöstlich liegt der Suco Iliomar I, im Südosten trifft Fuat auf die Sucos Aelebere und Tirilolo und im Westen grenzt Fuat an den Suco Caenlio. Mehrere Flüsse entspringen in Fuat. Der Veira (in seinem Oberlauf heißt er Vatatina), der Miaira und der Massoco fließen weiter nach Iliomar I und münden in die Timorsee. Irarau und Pirusoro fließen nach Osten in den Namaluto, der die Ostgrenze Fuats bildet. Auf der anderen Seite liegt das Verwaltungsamt Lospalos mit seinen Sucos Lore I und Cacavei. Cacavei begrenzt Fuat auch im Nordosten. Im Norden trifft Fuat auf den Suco Maina II (Verwaltungsamt Lautém). Im Nordwesten liegt das Verwaltungsamt Luro mit seinen Sucos Luro und Baricafa. Die Nordspitze Fuats wird durch die beiden Quellflüsse des Malailada begrenzt.
Entlang der Grenze zu Aelebere und Caenlio verläuft weitgehend die Straße von der Gemeindehauptstadt Lospalos zum Ort Iliomar. Nur beim Ort Caenlio verläuft die Grenze entlang dem Ortsrand, so dass das Siedlungszentrum auf Seiten des gleichnamigen Sucos liegt. An der Grenze zu Baricafa schwenkt die Straße nach Osten, trennt die Nordspitze Fuats vom restlichen Suco und führt schließlich in den Suco Cacavei.
Im Nordosten liegt an der Straße der Ort Caidabau. Ebenfalls an der Straße befindet sich nah der Grenze zu Cacavei der Ort Locileu. Im Süden des Sucos liegen die Ortschaften Bunabiqui, Rumutau (Rumotau, Rumatau), Vataomar und Acadirulo (Acaidoroloho, Acadiro Loho). In Acadirulo gibt es eine Grundschule.
In Fuat befinden sich die drei Aldeias Acadirulo, Rumutau und Vataomar.

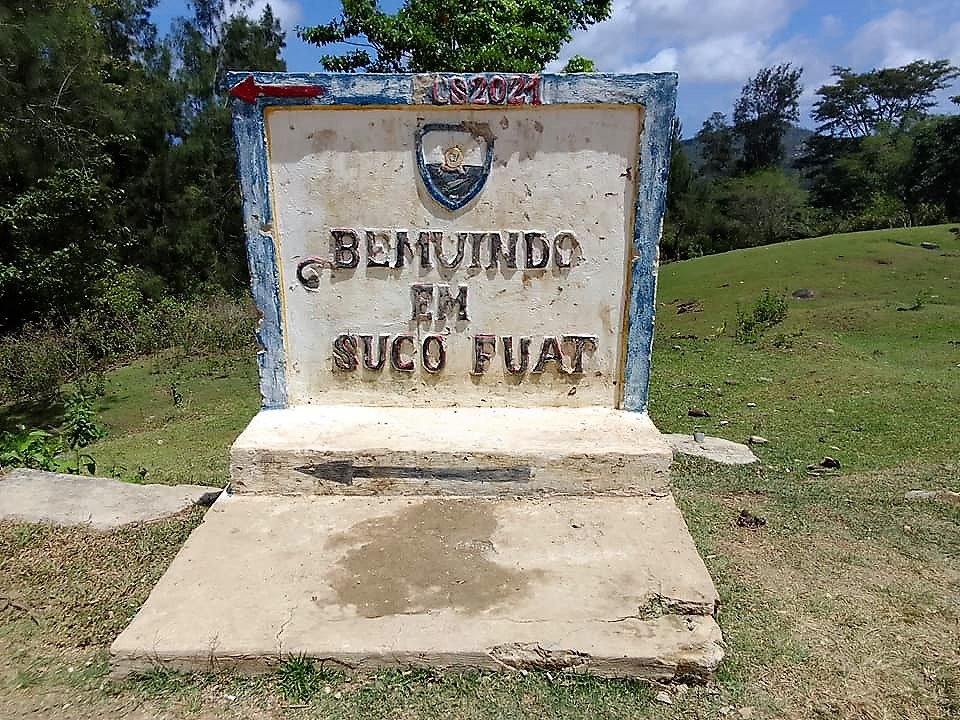
„Willkommen im Suco Fuat“
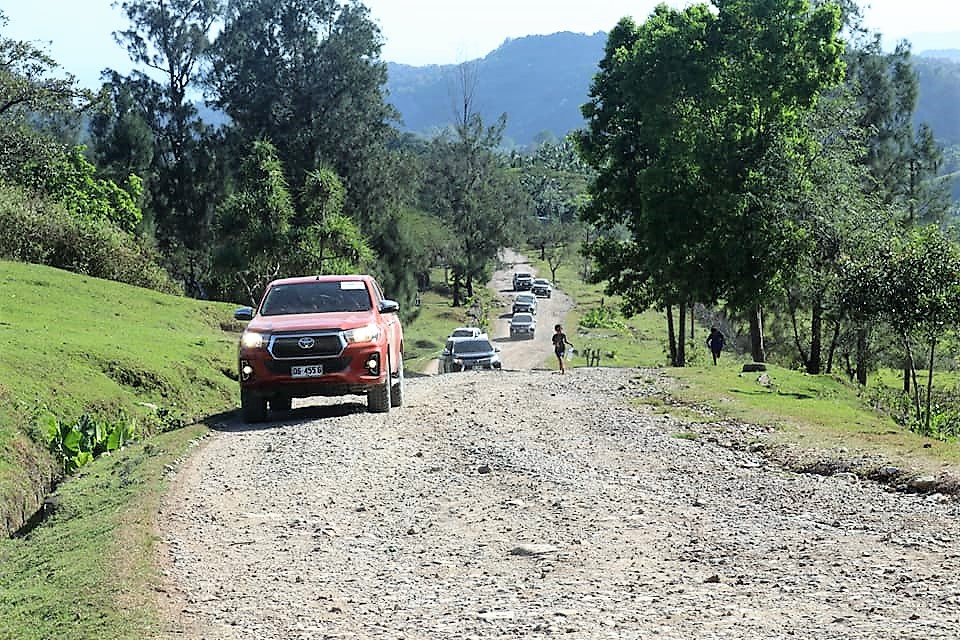
Unterwegs im Suco

## Einwohner

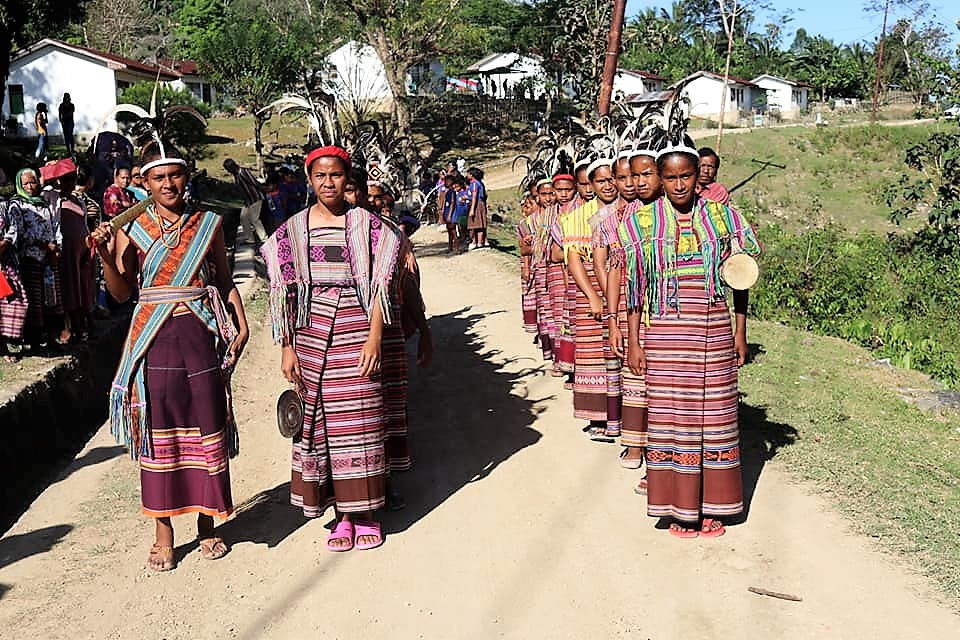
Frauen in traditioneller Kleidung

Im Suco leben 717 Einwohner (2022), davon sind 357 Männer und 360 Frauen. Im Suco gibt es 155 Haushalte. Über 94 % der Einwohner geben Makalero als ihre Muttersprache an. 2,5 % sprechen Fataluku, Minderheiten Sa’ane, Tetum Prasa oder Galoli.

## Politik
Bei den Wahlen von 2004/2005 wurde Fernando Jeronimo zum Chefe de Suco gewählt. Bei den Wahlen 2009 gewann Martins Pinto und wurde 2016 in seinem Amt bestätigt.

## Persönlichkeiten

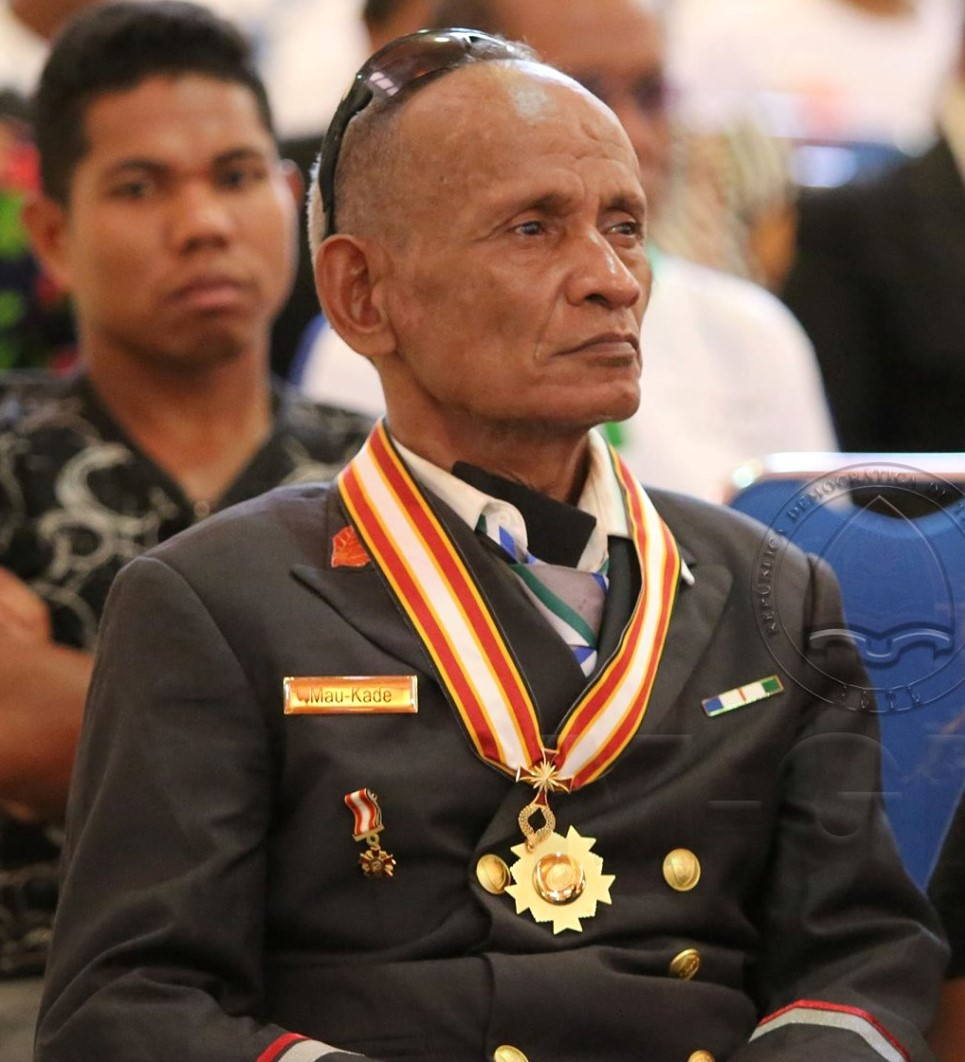
Armindo da Silva (2020)

- Armindo da Silva (Mau Kade), bis 1999 Freiheitskämpfer und Träger des Ordem de Timor-Leste[13]